# NGL.media
NGL.media — незалежний антикорупційний центр, створений у 2013 році львівськими журналістами Олександрою Губицькою та Наталею Онисько під назвою «Наші гроші. Львів». Видавцем NGL.media є громадська організація «Львівська група». Фінансується міжнародними донорськими організаціями і пожертвами від читачів.
NGL.media фокусується на національних і транскордонних журналістських розслідуваннях і дата-проектах, які публікуються українською та англійською мовами. NGL.media входить до міжнародної мережі журналістів-розслідувачів Global Investigative Journalism Network (GIJN).

## Історія
Проєкт «Наші гроші. Львів» був створений у січні 2013 року як піддомен lviv.nashigroshi.org сайту «Наші гроші», присвяченого аналізу державних закупівель. Від початку «Наші гроші. Львів» працювали як незалежний волонтерський проєкт, перший грант на діяльність було залучено лише у грудні 2014 року від Міжнародного фонду «Відродження».
У січні 2023 року проєкт було перенесено на новий домен ngl.media, у липні 2023 року було оголошено про ребрендинг і зміну назви на NGL.media. Весною 2023 року до проєкту долучилися головний редактор Олег Онисько (колишній головний редактор інтернет-видання Zaxid.net), директорка з розвитку Ірина Подоляк і керівник дата-проектів Назар Тузяк.
NGL.media працює як незалежний антикорупційний центр, що фінансується міжнародними донорськими організаціями і пожертвами читачів.
Спеціалізується на журналістських розслідуваннях, журналістиці даних і фактчекінгу. Публікації часто цитують найбільші українські ЗМІ.
У партнерстві з ГО «Платформа прав людини» і юристами Bihus.Info практикує судові позови про доступ до публічної інформації  і звернення до правоохоронних органів, добиваючись відкриття офіційних розслідувань і скасування недобросовісних тендерів.

## Нагороди
2024 – спеціальна відзнака Prozorro Awards 2024 за розслідування про закупівлю підручників для дітей з особливими освітніми потребами .
2024 – спеціальна відзнака Національного конкурсу журналістських розслідувань)
2024 – перемога у двох номінаціях конкурсу професійної журналістики «Честь професії»
2023 – спеціальна відзнака Національного конкурсу журналістських розслідувань
2021 – перемога у конкурсі журналістських розслідувань на основі відкритих даних DataUp
2020 – перемога у конкурсі професійної журналістики «Честь професії»
2018 – перемога у конкурсі професійної журналістики «Честь професії»
2018 – V Національний конкурс Є-розслідування, 2 місце
2018 – конкурс розслідувань від YouControl, 3 місце